# Gregorio Samaniego
Gregorio Samaniego (¿? - Saucesito, Entre Ríos, Argentina, 25 de marzo de 1818) fue comandante militar de Gualeguaychú y el líder independentista más destacado de esa localidad durante la Guerra de Independencia de la Argentina y los primeros años de la formación de la Provincia de Entre Ríos.

## Invasión realista a Entre Ríos
Después de que Entre Ríos se sumara a la Revolución de Mayo, los realistas de Montevideo comandados por el capitán de navío Juan Ángel de Michelena ocuparon Concepción del Uruguay el 6 de noviembre de 1810. Una pequeña fuerza fue destacada Gualeguaychú en donde el alcalde Petisco lideró la restauración realista y el 18 de noviembre un cabildo abierto juró lealtad al Consejo de Regencia de Cádiz.
Samaniego ofreció a la Primera Junta su persona, sus bienes y seis armas de fuego y comenzó a organizar una milicia con la ayuda del líder de Concepción del Uruguay, Bartolomé Zapata, que asalta algunas estancias, en las que se apoderan de ganado y objetos de valor. Entre las atacadas estaba la estancia de Petisco sobre el río Gualeguay. El 22 de febrero de 1811 lograron recuperar Gualeguaychú desalojando al comandante Valentín José de Sopeña.

## Defensa del Litoral
Durante la defensa de los ríos del Litoral, el 14 de enero de 1813 Samaniego y el capitán José Santos Lima se apoderaron de la goleta Nuestra Señora del Rosario y otros dos veleros armados realistas en el arroyo Bellaco, cerca de Gualeguaychú (Combate del Bellaco). Quedaron en su poder 5 cañones y una bandera. (Véase: s:Parte oficial del combate del Bellaco)
El 8 de febrero volvió a derrotarlos en el Combate del Paranacito, con 36 hombres armados de fusil y 14 de lanza se apoderó de la balandra Nuestra Señora del Carmen. (Véase: s:Parte oficial del combate del Paranacito)

## Primera guerra entre Artigas y el Directorio
Durante el conflicto entre José Gervasio Artigas y el Directorio de Buenos Aires, apoyó a éstos y fue desalojado de Gualeguaychú por las fuerzas artiguistas. 
Cuando el director Supremo Gervasio Antonio de Posadas envió al coronel Blas José Pico como primer gobernador intendente interino de Entre Ríos, Samaniego recibió a Pico y sus soldados en el Puerto Landa el 19 de agosto de 1814. Allí lo esperaba con 50 hombres y algunos vecinos, perseguidos por las fuerzas artiguistas. Pico desalojó al artiguista Blas Basualdo de Gualeguaychú y Samaniego recuperó la comandancia.
Junto a un escuadrón de milicias de Gualeguaychú, acompañó a las fuerzas de Pico en las victorias contra los artiguistas en el Combate de Mandisoví del 6 de septiembre de 1814, en el Combate de Paso Belén del 29 de septiembre (con 30 milicianos de Gualeguaychú) y en el Combate de la Barra de Pos Pos del 17 de diciembre.

## Segunda guerra entre Artigas y el Directorio
Durante la Segunda guerra entre el Directorio y Artigas en Entre Ríos, Samaniego, siendo sargento mayor, se alió con Eusebio Hereñú (comandante de Paraná), Evaristo Carriego (segundo de Hereñú), y Gervasio Correa (comandante de Gualeguay), pactando en diciembre de 1817 con el director supremo Juan Martín de Pueyrredón la reincorporación de Entre Ríos a las Provincias Unidas del Río de la Plata. Samaniego viajó a Buenos Aires en septiembre de 1817 a informar a las autoridades sobre el deseo de muchos entrerrianos de romper con Artigas. Pueyrredón le prometió ayuda y en diciembre de 1817 Hereñú se pronunció contra Artigas. El comandante de Concepción del Uruguay, Francisco Ramírez, junto con José Ignacio Vera, tomaron armas contra ellos. Correa y Samaniego fueron acorralados en Los Toldos, cerca del Puerto Ibicuy, luego de ser desalojados de Gualeguay por Ricardo López Jordán (padre).
Los sitiados fueron auxiliados por una flotilla procedente de Buenos Aires al mando de Luciano Montes de Oca y avanzaron rumbo a Gualeguaychú, pero en las puntas del arroyo Ceballos (Combate del Arroyo Ceballos, cerca de Larroque), Ramírez los derrotó el 25 de diciembre de 1817. Las fuerzas del directorio avanzaron hacia Gualeguaychú, que volvió al mando de Samaniego y desde allí partió continuaron hacia Concepción del Uruguay, siendo derrotados por Gorgonio Aguiar en el Combate del arroyo Santa Bárbara el 4 de enero de 1818. Después de esta derrota, Samaniego permaneció en Gualeguaychú con unos pocos hombres y luego junto a Hereñú logró tomar la villa de Paraná, de donde los expulsó Aguiar el 16 de febrero.
Pueyrredón reemplazó a Montes de Oca por el coronel Marcos Balcarce, quien el 22 de marzo de 1818 desembarcó en La Bajada con 500 hombres. De inmediato comenzó su avance hacia el interior de la provincia, siendo derrotado por Ramírez en el Combate de Saucesito el 25 de marzo de 1818, en donde murió Samaniego. 